# Nauru nos Jogos Olímpicos de Verão de 2004
Nauru competiu nos Jogos Olímpicos de Verão de 2004, em Atenas, na Grécia.